# Weltosteoporosetag

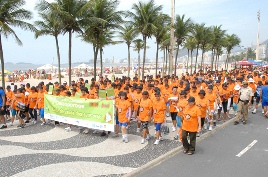
Demonstration während des Weltosteoporosetags 2010 in Brasilien

Der Weltosteoporosetag (englisch world osteoporosis day) wird jährlich am 20. Oktober begangen.

## Geschichte
Der Aktionstag wurde erstmals im Jahr 1996 von der britischen National Osteoporosis Society (NOS) auf Initiative von Linda Edwards ausgerufen. Im darauffolgenden Jahr griff die International Osteoporosis Foundation die Idee auf. Sie organisiert den Tag seitdem jährlich. Im Jahr 1998 wurde der Aktionstag von der Weltgesundheitsorganisation (WHO) anerkannt. In diesem und im darauffolgenden Jahr unterstützte die WHO auch die übliche einjährige Kampagne, die dem Aktionstag folgt.
Seit 1999 steht der Tag in jedem Jahr unter einem eigenen Motto, das auf einen Aspekt der Gefährdung, an Osteoporose zu erkranken oder eine Erkrankung zu erkennen oder zu vermeiden, hinweist.
- 1999 Early Detection
- 2000 Building Bone Health
- 2001 Bone Development in Youth
- 2002 Osteoporosis in the Workplace
- 2003 Quality of Life
- 2004 Osteoporosis in Men
- 2005 Exercise
- 2006 Nutrition
- 2007 Risk Factors
- 2008 Advocate for Policy Change
- 2009 Advocate for Policy Change
- 2010 Signs and Symptoms of Spinal Fractures
- 2011 3 Steps to Unbreakable Bones: Vitamin D, Calcium and Exercise
- 2012 Stop at One: Make Your First Break Your Last
- 2013 Strong Women Make Stronger Women
- 2014 Real Men Build Their Strength from Within
- 2015 Serve Up Bone Strength
- 2016 Love Your Bones – Protect Your Future
- 2017 Love Your Bones – Protect Your Future
- 2018 Love Your Bones – Protect Your Future
- 2019 That’s Osteoporosis

Zum Weltosteoporosetag veranstalten die Internationale Osteoporose-Stiftung  und die nationalen medizinischen Fachgesellschaften sowie die Selbsthilfegruppen und ihre Verbände entsprechende Aufklärungsveranstaltungen über die Krankheit. Der deutsche Bundesselbsthilfeverband für Osteoporose e. V. (BfO) richtet seit 2001 einen jährlichen Patientenkongress aus, der jedes Jahr in einer anderen Stadt durchgeführt wird und an dem etwa 2000 Personen teilnehmen.